# 菊水作戰
菊水作戰（菊水作戦，きくすいさくせん）為日軍在沖繩島戰役期間，對沖繩海域的同盟國艦隊發動自殺性空中攻擊的作戰，是日軍天號作戰的一部份。作戰名「菊水」是以忠臣楠木正成的旗印而來。

## 背景
在菲律賓海海戰之後，日本海軍戰力幾乎消耗殆盡，已無實力向美軍為首的同盟國艦隊挑戰；但第58特遣艦隊自1945年3月起在九州發動九州沖航空戰，美軍艦隊的逼近讓日軍明確了解盟軍對日本周邊海域的壓制能力，所謂的普通戰術也在盟軍強大的戰力下沒有勝算，為了對抗盟軍，日本軍方對於戰鬥武裝的運用開始出現偏激之想法。
雷伊泰灣海戰時，日軍自殺飛機曾經成功擊沉美軍普林斯頓號航空母艦，日軍大本營認為自殺飛機的攻擊確實有效，同時在九州沖航空戰時，自殺機讓美軍的二艘航空母艦受重傷，也讓大本營確信自殺機攻擊實為挽救戰局的良方，因此策畫由自殺機大規模針對美海軍的攻擊行動。
1945年3月20日，為了防禦盟軍即將對沖繩發動的進攻，日軍大本營下達天號作戰命令。動員飛行部隊包括海軍的第五航空艦隊、第1機動基地航空部隊（九州、指揮官宇垣纏中將）、第5基地航空部隊（台灣），陸軍第6航空軍下轄第8飛行師團（台灣、指揮官山本健兒中將），進行菊水作戰（海軍代號，陸軍稱為航空總攻擊）之前置準備，並在九州準備了約3000餘架的相關戰機；同年4月1日，大本營下達「陸海軍所有戰機特攻化」之命令，自此所有編制內戰機絕大多數皆用於自殺攻擊。
同日，盟軍開始發動冰山作戰；為了阻止盟軍攻勢，在4月6日上午開始發動海軍「菊水一號作戰」及陸軍的「第一次航空總攻擊」命令。
在菊水特攻發動的同時，日本海軍以新型攻擊機（天山、銀河、飛龍、彗星）所編成的芙蓉部隊也投入戰局進行夜襲作戰。

## 事件經過

### 菊水一號作戰
1945年4月6日，日軍以海軍391架飛機、陸軍133架飛機（其中海軍有215架，陸軍有82架為自殺機），發動菊水一號作戰（陸軍稱第一次航空總攻擊），美軍在沖繩海域所佈署的防空雷達哨驅逐艦群首當其衝，「布希」號和「科爾杭」號驅逐艦被特攻機擊沉，「紐康姆」號與「柳特茲」號受重創，「馬里蘭」號戰艦以及其他十艘驅逐艦亦被自殺機攻擊。美軍宣稱損失三艘驅逐艦、一艘登陸艦以及二艘軍火船，並且有十餘艘艦船受重創。
在菊水一號特攻作戰期間，由大和號戰艦與一艘輕巡洋艦與八艘驅逐艦所組成的第一游擊艦隊，由伊藤整一中將領軍，前往沖繩支援地面防衛作戰，但在4月7日被密茲契的第五十八特混編隊的300餘架艦載機在坊之岬海域擊退，史稱坊之岬海戰，日軍損失大和號戰艦、一艘輕巡洋艦與四艘驅逐艦。日軍在4月8日～11日間陸續發動的航空攻撃，11日的攻撃中，美軍航空母艦「企業」號、戰艦「密蘇里」號等被特攻機命中受損、航空母艦「艾塞克斯」號吃水線下的船體受損。

### 菊水二號作戰
菊水二號作戰於4月12日發動，由海軍354架飛機與陸軍124架飛機組成，其中含海軍103架、陸軍72架自殺飛機，主要戰果為擊中美軍航空母艦「企業」號(CV-6)、戰艦「密蘇里」號(BB-63)等目標，菊水二號首次出現「MXY-7櫻花特別攻擊機」的人肉導彈，此導彈由轟炸機攜帶，由於體積小重量輕，美軍較難將它們擊落，而美軍「埃伯爾」號驅逐艦是唯一一艘被這種炸彈擊沉的美軍船隻。

### 菊水三號作戰
4月16日，日軍發動第三次菊水特攻，由海軍415架、陸軍92架飛機組成，其中自殺機含海軍176架、陸軍52架，主要戰果為擊沉驅逐艦「普林格爾」號，擊傷航空母艦「無畏」與戰艦「密蘇里」號等艦船。

### 菊水四號作戰
菊水四號作戰於4月21-29日間發動，共發動了海軍845架飛機（含自殺機 126 架飛機），以及陸軍11架飛機，但只擊傷了三艘驅逐艦，戰果並沒有明顯的擴大。
1945年4月份由於日軍自殺機的攻擊，美軍在沖繩海域的損失開始逐步擴大，隨著菊水五號開始，美軍航空母艦編隊開始受到自殺機的關注。

### 菊水五號作戰

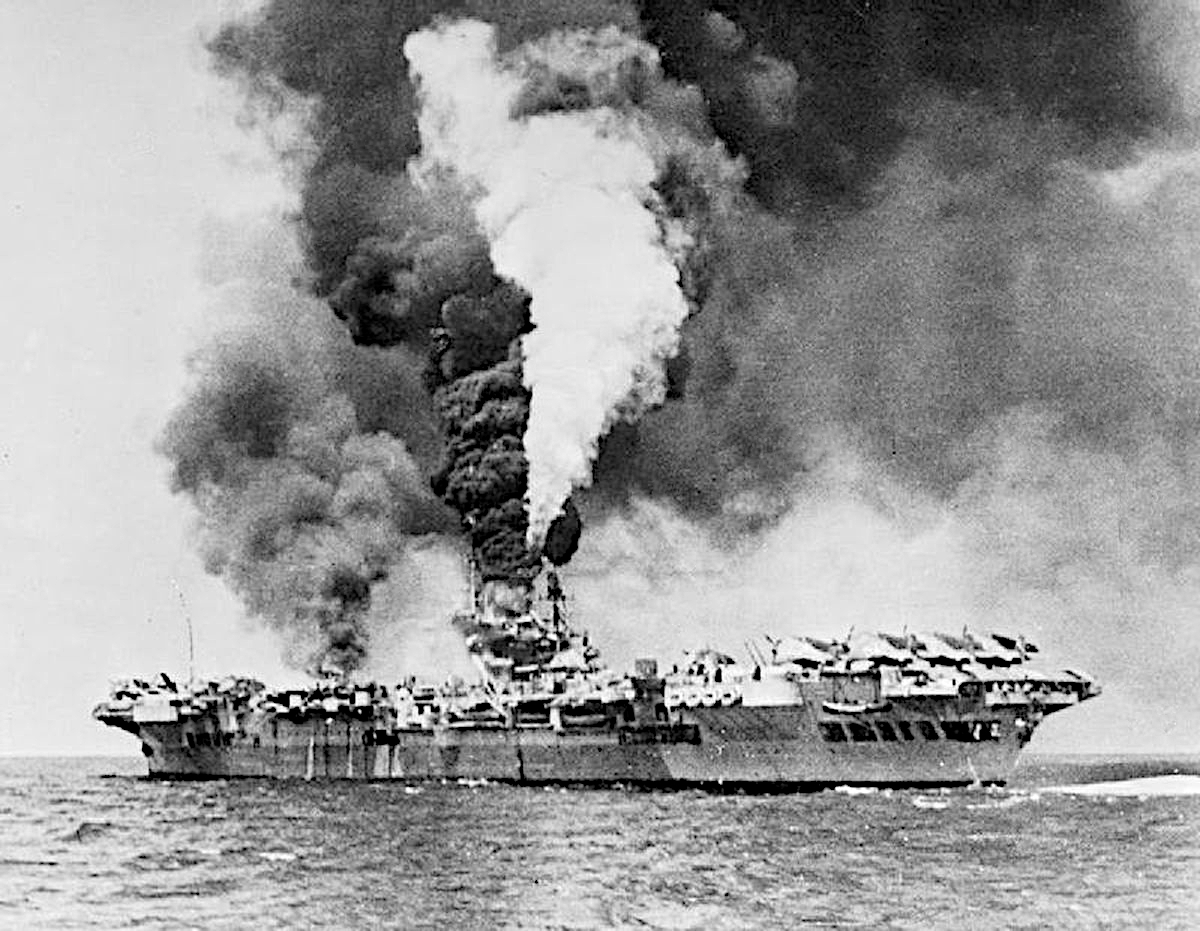
英國航空母艦「勝利」號被自殺機攻擊起火

5月3日，由沖繩航空部隊的449架飛機（含自殺機160架）發動菊水五號特攻，主要戰果為擊沉二艘驅逐艦，擊傷一艘護航航空母艦，英國航空母艦「可畏」號也被自殺機攻擊受創。

### 菊水六號作戰

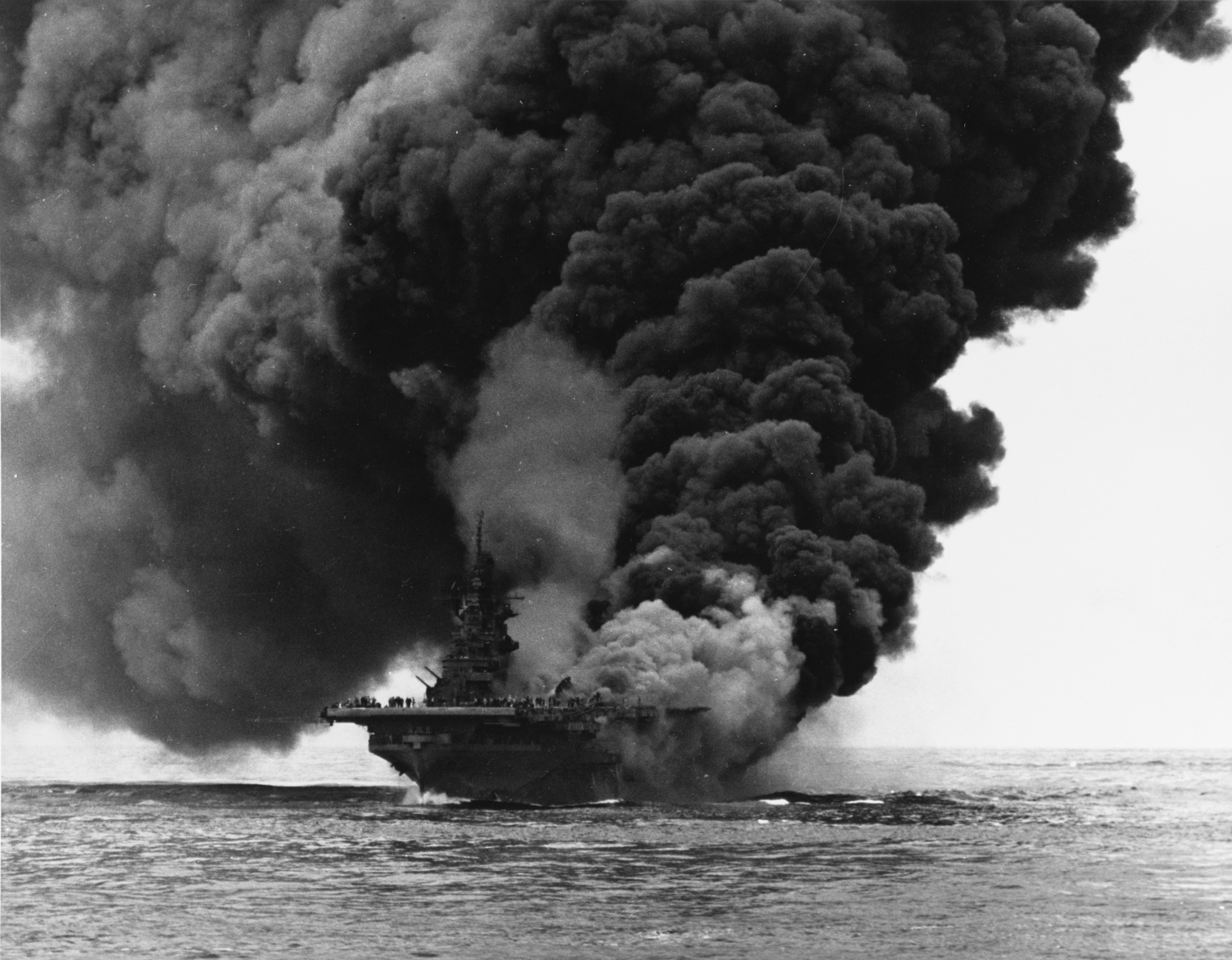
碉堡山號航空母艦被攻擊起火

菊水六號作戰於5月11日發動，以345架飛機（含86架自殺機）攻擊，5月12-15日則發動237架飛機（含47架特攻機）攻擊，本次最大的戰果為重創密茲契的旗艦碉堡山號航空母艦，共有兩架特攻機擊中碉堡山號航空母艦並發生大爆炸，但由於美海軍的消防損管能力已有強化，因此碉堡山號航空母艦並沒有沉沒，但直到大戰結束後也無法再度重返戰場。密茲契在脫困後將旗艦轉移到「企業」號航空母艦。
5月14日，密茲契的旗艦大型航空母艦「企業」號被自殺機攻擊重創而退出戰場，密茲契因而轉移到「蘭道夫」號航空母艦。

### 菊水七號作戰
菊水七號作戰於5月23-25日進行，海軍投入387架（含自殺機107架），陸軍也投入174架（含自殺機61架），但戰果較前次差很多，只擊沉一艘運輸艦，擊傷一艘護航航空母艦。

### 菊水八號作戰
菊水八號作戰於5月28-29日發動，海軍投入217架（含自殺機51架），陸軍投入71架（含自殺機57架），由於日軍的空中攻擊能力愈來愈弱，因此戰果並不豐碩，只擊沉一艘驅逐艦，擊傷數艘驅逐艦。

### 菊水九號作戰
6月3日-7日，日軍以海軍367架（含自殺機23架）與陸軍71架（含自殺機31架）發動菊水九號特攻，主要戰果為擊傷一艘戰艦、一艘護航航空母艦與一艘重巡洋艦，在沖繩地面作戰方面，美軍已經攻下了沖繩的首府那霸，日軍被壓縮到沖繩的最南端。

### 菊水十號作戰
由於沖繩陸地作戰日軍敗退，因此日大本營將開始著手準備本土決戰之下，最後一次的菊水特攻在6月16-22日發動，海軍出動271架（含自殺機67架）飛機，戰果只有擊沉一艘驅逐艦。

## 戰果
日軍發動菊水作戰的結果，日本海軍動用了940架，陸軍使用887架各式戰機發動自殺攻擊。其中133架命中、122架至近彈撞擊，作戰中特攻機內死亡的人數海軍2045名、陸軍1022名（此數據不包括自殺機以外的損失）；納入普通機大約損失2258架飛機；擊沉盟軍36艘艦船（巡洋艦以上沒有一艘被擊沉），傷218艘（含航空母艦八艘，戰艦三艘，巡洋艦二艘與驅逐艦三十三艘），損失艦載機763架，死亡或失蹤的人數約 4,900 餘人，傷 4,824 人。

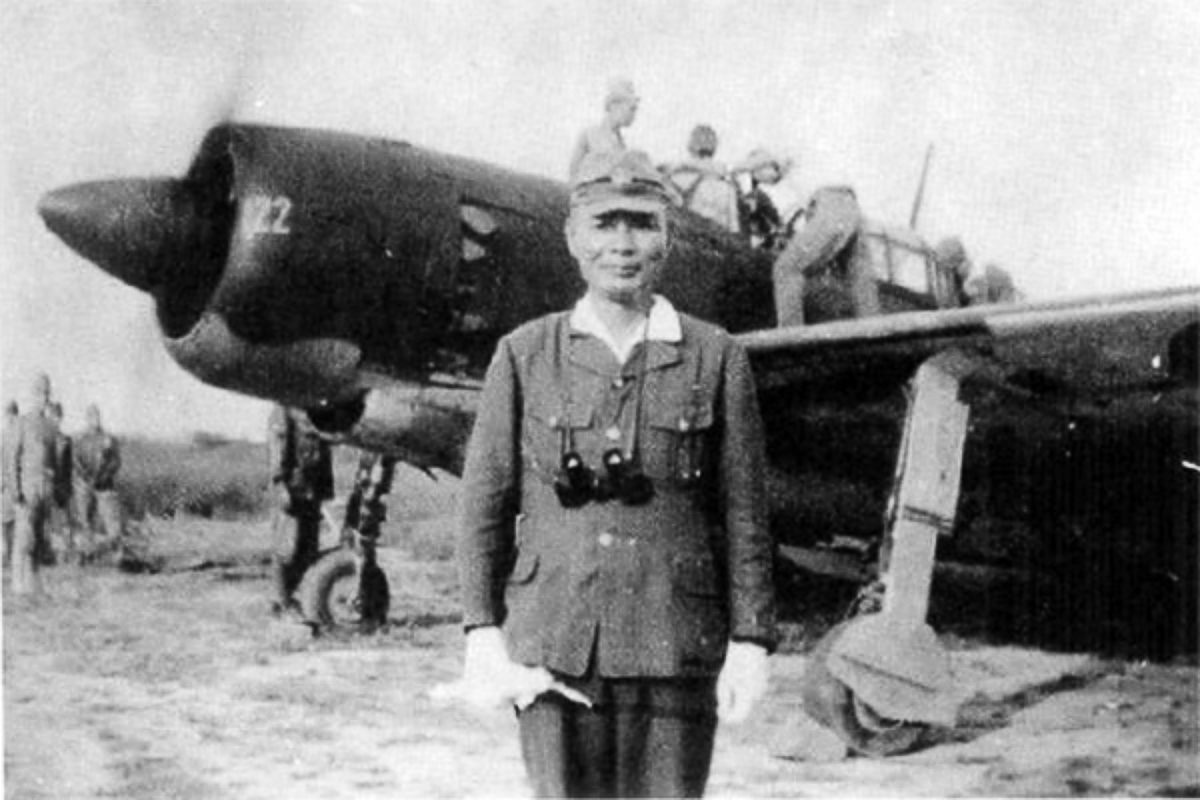
進行「最後特攻」前的宇垣纏中將

雖然菊水特攻造就的損失驚人，但是盟軍重型船隻沒有任何一艘遭到擊沉；其中原因一方面是盟軍船艦優秀損管讓船隻不易沉沒，另一方面日軍飛行員質素不足無法有效進行目標辨識，而只是看到船就撞下去，艦隊驅逐艦有效稀釋對大型船艦的特攻火力，使得盟軍雖然損失慘重但仍保持了大部分的艦隊航空戰力。
至於主導菊水作戰的宇垣纏中將，在1945年8月15日玉音放送後駕駛彗星進行「最後的特攻」，在沖繩海域地區戰死。